# 恵方詣り

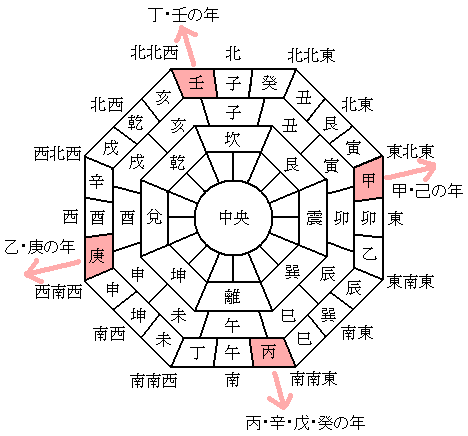
恵方

恵方詣り（えほうまいり）は、古来の正月行事の一つ。恵方参りとも書く。
1月1日（元日）にその年の恵方にある社寺に参拝してその年の幸福を祈願する。恵方とは歳徳神が在位する方角で、十干に従って毎年変わる。今日ではあまり見られない慣習である。

## 歴史
年初めにおける吉方（生気方・養者方）への参詣すること自体は11世紀初頭にまで遡ることができ、師守記の紙背に1363年（貞治2年）閏正月の1日より6日に至り「よき方 しやうけひんかし 恵方まいりる。」とある。
居住地から見て恵方に当たる社寺に参詣するのが、江戸時代までの恵方詣りの形であった。
明治以後、都市周辺に鉄道網が発達すると、恵方詣りの対象も郊外・遠方の有名社寺に広がるようになった。競合する鉄道会社間（国鉄を含む）では元日の参詣客を誘引するために宣伝合戦とサービス競争が行われた。こうしたことから、鉄道による郊外・遠方の有名社寺への「恵方詣り」は盛行を見せる。しかし、年ごとに変わる恵方に対して、方角に関係のない「初詣」という言葉が広告によく使われるようになり、大正時代以後は「初詣」が主に使用されるようになった。元日の参拝先を恵方に限定しない「初詣」の普及に置き換えられる形で、恵方詣りの慣習は衰退する。

## 備考
- 毎年同じ神社に恵方詣りすることも可能である。方法は、一度、目標とする神社へ直接向かわず、神社が恵方の方角になる地点まで出向き、そこから神社に参拝するのである。これは簡単な方違えになる。これにより毎年、同じ氏神に詣る事が出来るとも言われている。
- 関西地方では、恵方詣りは元日よりも節分に盛んに行われていた[9]。節分に恵方に向かって太巻きを食べる慣習（いわゆる「恵方巻」）は、関西で節分と恵方が結びついていた名残である[4]。明治時代に鉄道会社の集客競争の中で節分以外にも恵方が持ち込まれるようになり、関西の人々は元日などにも恵方への参詣を行うようになった[10]。しかしながら、鉄道会社が熾烈な競争の中で自社沿線の神社仏閣をめいめいに恵方であると宣伝し始めたため、やがて恵方の意味は埋没した[11]。大正末期以降、関西では方角にこだわらない「初詣」が正月行事の代表として定着し、恵方詣りは衰退した[12]。